# Husgrunden vid Lappviken
Husgrunden vid Lappviken är en utgrävd lämning efter en medeltida byggnad, möjligen en kyrka, som låg i nordligaste Västerbotten på gränsen till Lappmarken. Grunden var belägen på nordöstra sidan av Lappviken i Garaselet i Byskeälven mellan byarna Kåtaselet och Hej. Husgrunden låg ca 35 meter från stranden och upptäcktes i början av 1970-talet vid inventeringar inom projektet Nordarkeologi i samarbete med Skellefteå museum och Västerbottens museum. Den bestod av ett ca 3,5 x 5 meter stort golv lagt av flata stenhällar. I rummet fanns rester av en härd med brända ben och kol. Större delen av lämningen täcktes av torv. Tre meter öster om husgrunden fanns en stenhög med både brända och obrända stenar, även den torvtäckt. I närheten av husgrunden fanns också en stenåldersboplats samt ett par härdar av samisk typ.
Lämningen grävdes ut 1978. Då påträffades bland annat så kallat pottkakel som använts att klä väggarna med. Denna typ av kakel slutade tillverkas i början av 1500-talet, varför byggnaden bör vara äldre än så. Projektledaren Lennart Sundquist menade att byggnaden tillkommit någon gång mellan 1300 och 1500. Det är inte känt vad byggnaden haft för funktion, men det har framförts teorier om att den skulle ha varit en kyrka eller kanske ett handelshus där köpmän från kusten sammanträffade med samerna. Bland fynden finns också två mynt, ett från slutet av 1400-talet och ett från ca 1500, samt en tärning och en pärla från ett radband.